# خالد الظاهر
خالد الظاهر (عربی: خالد الظاهر؛ زادهٔ ۲ سپتامبر ۱۹۷۲) بازیکن فوتبال اهل سوریه بود.
از باشگاه‌هایی که در آن بازی کرده‌است می‌توان به باشگاه ورزشی الحریه و باشگاه فوتبال آترومیتوس اشاره کرد.
وی همچنین در تیم ملی فوتبال سوریه بازی کرده‌است.